# 1970年至1971年英格蘭足總盃
1970/71球季英格蘭足總盃（英語：FA Cup），是第90屆英格蘭足總盃，本屆賽事的冠軍是阿仙奴，他們在決賽以2:1 (加時)擊敗利物浦，奪得冠軍。本屆賽事繼續在舊溫布萊球場舉行。
憑著這個冠軍，阿仙奴成功達成雙料冠軍之成就。

## 外部連結
1. 英格蘭足總盃官網Archive-It的存檔，存档日期2012-04-24
2. 英格蘭足總盃 歷屆冠軍（页面存档备份，存于）